# Harold R. Collier

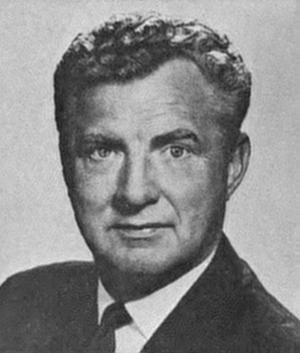
Harold R. Collier (1973)

Harold Reginald Collier (* 12. Dezember 1915 in Lansing, Michigan; † 17. Januar 2006 in West Palm Beach, Florida) war ein US-amerikanischer Politiker. Zwischen 1957 und 1975 vertrat er den Bundesstaat Illinois im US-Repräsentantenhaus.

## Werdegang
Harold Collier besuchte die öffentlichen Schulen seiner Heimat. 1932 absolvierte er die J. Sterling Morton High School; in den Jahren 1932 und 1933 studierte er am Morton Junior College in Cicero (Illinois). Zwischen 1934 und 1937 absolvierte er das Lake Forest College. Danach arbeitete er einige Zeit in der Zeitungsbranche. Zwischen 1938 und 1941 war er beim Verlag, der das Life Magazine herausgab, angestellt. Von 1941 bis 1951 war er Verkaufs- und Personalmanager der Firma Match Corp. of America in Chicago. Anschließend fungierte er von 1952 bis 1956 als Abteilungsdirektor für Werbung und Öffentlichkeitsarbeit bei der Firma McAlear Manufacturing Co. Gleichzeitig schlug er als Mitglied der Republikanischen Partei eine politische Laufbahn ein. Im Jahr 1952 bewarb er sich erfolglos um die Nominierung seiner Partei für die Wahlen zum Secretary of State von Illinois. Stattdessen wurde er von 1953 bis 1956 Ortsvorsteher der Gemeinde Berwyn. Er leitete in dieser Zeit auch den dortigen Gesundheitsausschuss. Innerhalb seiner Partei bekleidete er bis 1974 einige regionale Ämter.
Bei den Kongresswahlen des Jahres 1956 wurde Collier im zehnten Wahlbezirk von Illinois in das US-Repräsentantenhaus in Washington, D.C. gewählt, wo er am 3. Januar 1957 die Nachfolge von Richard W. Hoffman antrat. Nach acht Wiederwahlen konnte er bis zum 3. Januar 1975 neun Legislaturperioden im Kongress absolvieren. Seit 1973 vertrat er dort als Nachfolger des zwischenzeitlich verstorbenen George W. Collins den sechsten Distrikt seines Staates. Collier war ein langjähriges Mitglied im Committee on Ways and Means. In seine Zeit im Kongress fielen unter anderem der Vietnamkrieg, die Bürgerrechtsbewegung und die Watergate-Affäre.
1974 verzichtete Harold Collier auf eine weitere Kandidatur. Danach zog er sich aus der Politik zurück. Er starb am 17. Januar 2006 in West Palm Beach.